# Ельмінія блакитна
Ельмінія блакитна (Elminia longicauda) — вид горобцеподібних птахів родини Stenostiridae.

## Поширення
Вид поширений в Західній та Центральній Африці від Сенегалу до Кенії та Анголи. Трапляється у вологих лісах, саванах, на плантаціях та садах.

## Опис
Тіло завдовжки 15–18 см, вагою 7–12 г. Верхня частина тіла яскравого блакитного забарвлення, лише маска на лиці, деякі махові на крилах та кермові на хвості чорного кольору. Черево та груди білого та блідо-блакитного кольору. На голові є чубчик. Хвіст довгий.